# Michael S. Turner

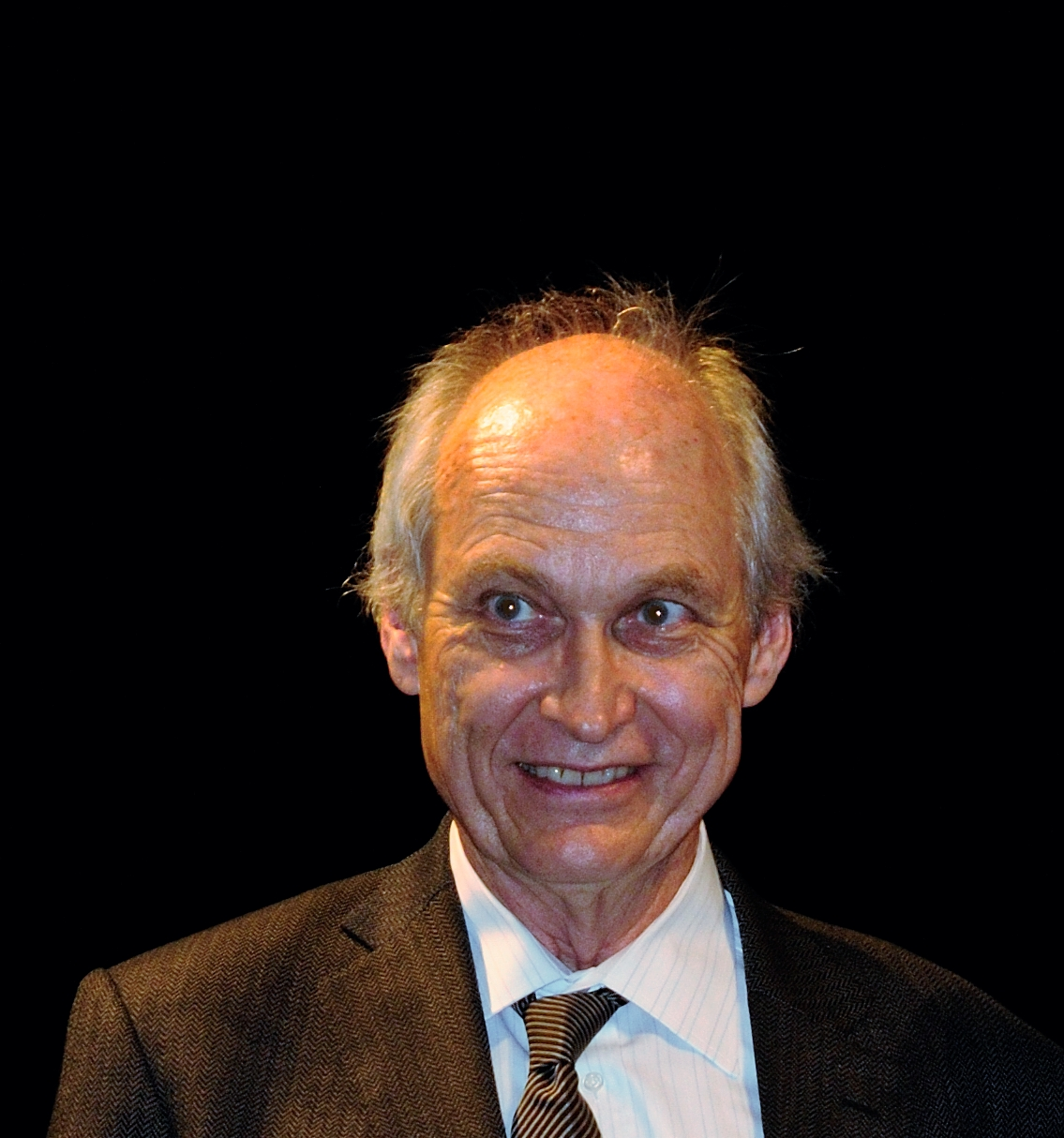
Michael S. Turner

Michael Stanley Turner (* 29. Juli 1949 in Los Angeles) ist ein US-amerikanischer theoretischer Astrophysiker. Er arbeitet an der University of Chicago. Er interessiert sich primär für Kosmologie und gilt als führender Experte für die Frühzeit des Universums.

## Leben
Turner begann sein Physikstudium am California Institute of Technology. Nach dem Bachelor wechselte er 1971 an die Stanford University. 1973 machte er seinen Master, 1978 promovierte er dort und war danach Instructor. Daraufhin wurde er Enrico Fermi Fellow in Chicago am Enrico Fermi Institute, 1980 wurde er dort Assistant Professor und 1985 Professor für Astronomie und Astrophysik. An der University of Chicago ist er zudem Direktor des Kavli Institute for Cosmological Physics. Seit 1979 gehört er auch dem Aspen Center for Physics an, dessen Vorsitzender er von 1989 bis 1993 war. Außerdem arbeitet er am Enrico Fermi Institute, dem Fermi National Accelerator Laboratory (ab 1983) und dem Argonne National Laboratory. An der Universität war Turner 1997 bis 2003 Direktor des Bereichs Astronomie und Astrophysik. Am Fermilab gründete er zusammen mit Edward Kolb und David Schramm die Arbeitsgruppe für Theoretische Astrophysik. 2013 war er Präsident der American Physical Society.

## Werk
Turner leistete wichtige Arbeiten für die Verbindung von Teilchenphysik und Kosmologie hinsichtlich der Teilchenbildungsprozesse im frühen Universum. Weitergehende Forschungen betrieb und betreibt er zur Nukleosynthese, Inflation, Dunklen Materie, Strukturbildung im Universum und zuletzt besonders zur Dunklen Energie. Dieser Begriff wurde von Turner selbst geprägt. Das gemeinsam mit Edward Kolb geschriebene The Early Universe gilt als wichtigstes Buch auf diesem Gebiet.

## Ehrungen
1983 erhielt Turner ein Forschungsstipendium der Alfred P. Sloan Foundation (Sloan Research Fellowship). Er ist Fellow der American Physical Society, Mitglied der American Academy of Arts and Sciences (1996), der National Academy of Sciences (1997) und der American Philosophical Society (2017). Er hat den Helen-B.-Warner-Preis der American Astronomical Society, den Julius-Edgar-Lilienfeld-Preis (1997) der American Physical Society, die Halley Lectureship der Oxford University, den Klopsteg Lecture Award der American Association of Physics Teachers und den Quantrell Award für herausragende Leistungen in der Lehre in Chicago erhalten. 2000 hielt er zwei Wolfgang-Paul-Vorlesungen in Bonn. Es gab eine Ausstellung mit Turners Diagrammen. Er ist Ehrendoktor der Michigan State University.

## Schriften
- Kolb, Turner The Early Universe, Addison-Wesley 1990